# ウルダネタ市 (ミランダ州)

州内での位置

ウルダネータ市（ウルダネタし、スペイン語 Municipio Urdaneta）は、ベネズエラのミランダ州にある自治体である。自治体庁舎所在地はクア。面積273km²、2001年調査による人口は10万5,606人。

## 地理
ミランダ州南部のトゥイ川流域、トゥイの谷の西部に位置する。南ではインテリオル山地をはさんでアラグア州に接する。中心都市クアは、トゥイ川の北岸にある。

### 構成する区とその中心地区
2区。
- クア区 - クーア
- ヌエバ・クーア区 - ヌエバ・クーア

### 隣接する市
- ミランダ州 - グアイカイプロ市、クリストバルロハス市、ランデル市
- アラグア州